# لین (مواد مخدر)
لین یا نوشیدنی بنفش (به انگلیسی: Lean؛ معروف به نام‌های محلی و خیابانی متعدد) یک نوشیدنی چند مادگی است که به عنوان یک داروی تفریحی استفاده می‌شود. لین با مخلوط کردن شربت سرماخوردگی تجویزی حاوی مواد افیونی و آنتی‌هیستامین با نوشابه و گاهی آب‌نبات سفت، تهیه می‌شود. این نوشیدنی در اوایل دههٔ ۱۹۶۰ میلادی در هیوستون نشأت گرفت و در فرهنگ هیپ هاپ به ویژه در جنوب ایالات متحده محبوب شد. معمولاً از شربت کدئین/ پرومتازین برای تهیه لین استفاده می‌شود، اما می‌توان از شربت‌های دیگر نیز استفاده کرد.